# Vlooientheater

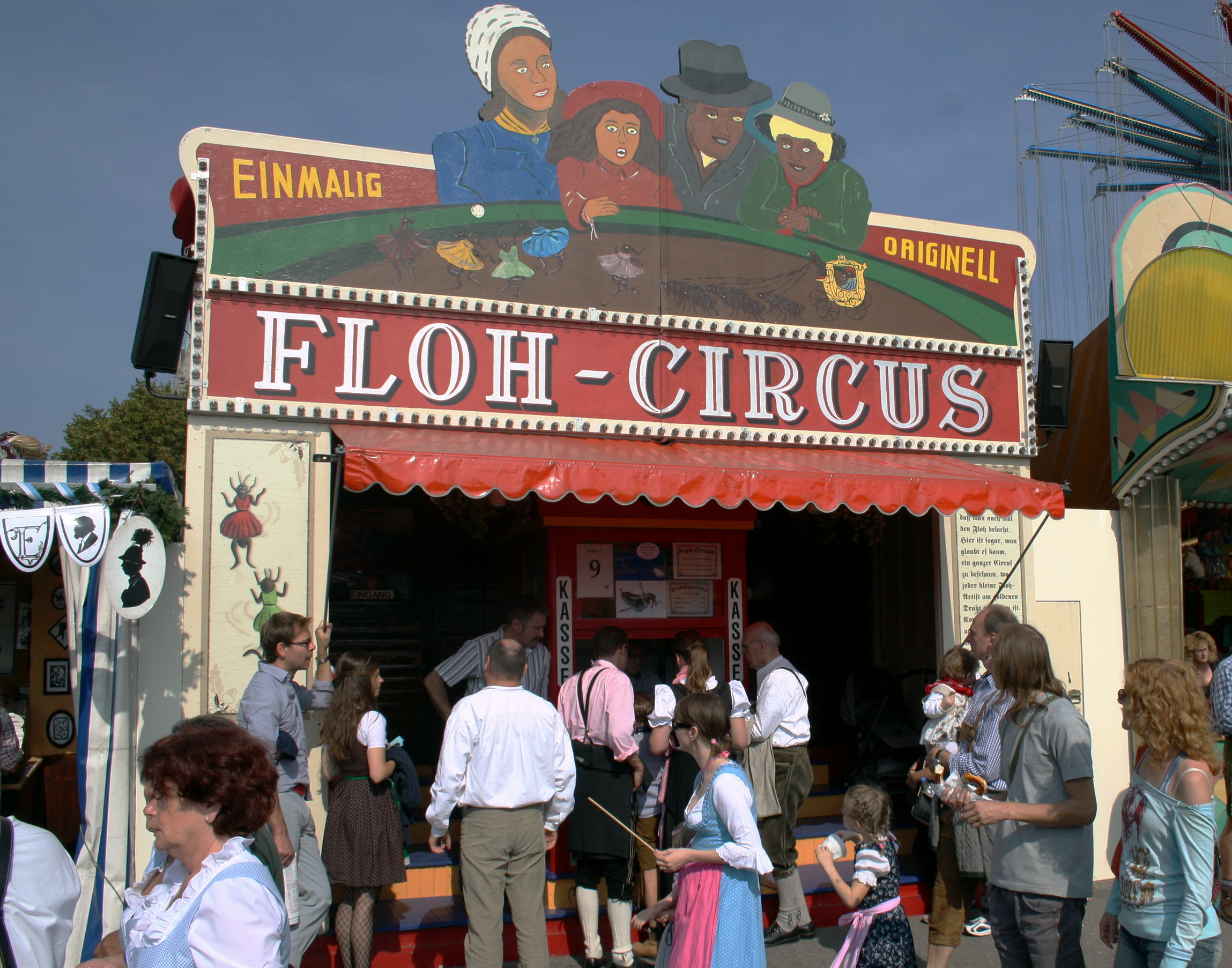
Vlooiencircus op het oktoberfeest

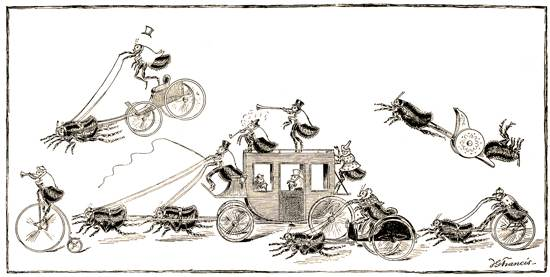
"The Go-As-You-Please Race, as seen through a Magnifying Glass", gravure van J. G. Francis, uit een artikel van Charles Frederick Holder in St. Nicholas azine, 1886

Een vlooientheater (ook wel vlooiencircus) is een oude kermisattractie, waar vlooien voertuigjes als kleine koetsjes trekken, draaimolens in beweging zetten, of bijvoorbeeld ballen op doel schieten.
Het was vroeger een handzame manier om geld te verdienen. Een vlooiencircus past door de geringe grootte van de dieren en het toebehoren gemakkelijk in een koffer en de attractie vergde geen grote investering.

## Historie
Vanaf 1833 werd in Engeland geadverteerd door het vlooientheater van Signor Bertolotto. Deze reisde door Engeland, Europa en de Verenigde Staten met zijn "industrious fleas." Hiervan wordt melding gemaakt door Charles Dickens, Nicolaas Beets en Ralph Waldo Emerson. Sindsdien, tot ongeveer 1930 behoorde het vlooientheater tot de standaardattracties van kermissen en jaarmarkten. Tegenwoordig bestaat de attractie eigenlijk niet meer. Het laatste vlooiencircus in West-Europa is het Duitse Vlooientheater Mathes, dat sinds het midden van de 19e eeuw bestaat en sinds 1948 aanwezig is op de Oktoberfeesten in München. Peter Mathes gaf indertijd zijn medewerking aan de film De dood van de vlooientheaterdirecteur (1973) van Thomas Koerfer. Een ander bekend vlooientheater is Professor Heckler's flea circus (tot 1957 in huis bij het Hubert's Dime Museum op Times Square, New York). Dit vlooientheater is te zien in de film Easy Rider uit 1969.

## Techniek
Vlooien zijn insecten die alleen reageren op omgevingsomstandigheden zoals licht, trillingen en warmte en het is niet mogelijk om vlooien te trainen. Voor het rekruteren van vlooien voor het vlooientheater komen de wijfjes van de mensenvlo en de egelvlo in aanmerking. De mannelijke vlooien zijn te klein en te zwak, dit geldt ook voor beide geslachten van andere vlooiensoorten zoals de honden- en kattenvlo. Voor de verscheidene kunstjes worden „springers“ dan wel „lopers“ gebruikt, afhankelijk van de gebruikte truc.
Vlooien die trucjes moesten uitvoeren waarbij ze niet mochten springen, zoals bij het voorttrekken van een karretje, werden geïmmobiliseerd door ze van een zeer dun gouddraadje te voorzien rond de voorborst. Hierdoor konden ze niet meer springen maar alleen lopen. Voor de voorstelling worden de vlooien met dunne draad aan een koetsje gebonden.
De „springers” lenen zich voor het balanceren van kleine balletjes of het schieten van dergelijke balletjes op een doel. Wanneer ze op de juiste manier op de bal worden geplaatst wordt de bal gelanceerd bij de afsprong. De vlo meent gewoon te springen, maar het lichaam zit vast en door haar sprongbeweging wordt de bal gelanceerd. De gebruikte balletjes waren vaak gemaakt van het merg van de vlier (Sambucus). Het hout bevat veel luchtcellen waardoor het zeer licht is. 
Om in leven te blijven kregen de vlooien dagelijks een bloedmaaltijd van de vlooienman.

## Illusie
Er bestonden ook vlooientheaters die het in meerdere of mindere mate moesten hebben van illusie. Door middel van elektrische, mechanische of magnetische hulpmiddelen werd het optreden in vlooientheater attractiever gemaakt. In sommige van deze theaters waren de vlooien slechts voor de show aanwezig. In andere ontbraken ze geheel.

## Trivia
In de jaren 60 had de Nederlandse band het Cocktail Trio een hit met het liedje Vlooiencircus, waarbij zij de verrichtingen van de vlooien tijdens een voorstelling beschreven voor het publiek.